# Balão de observação

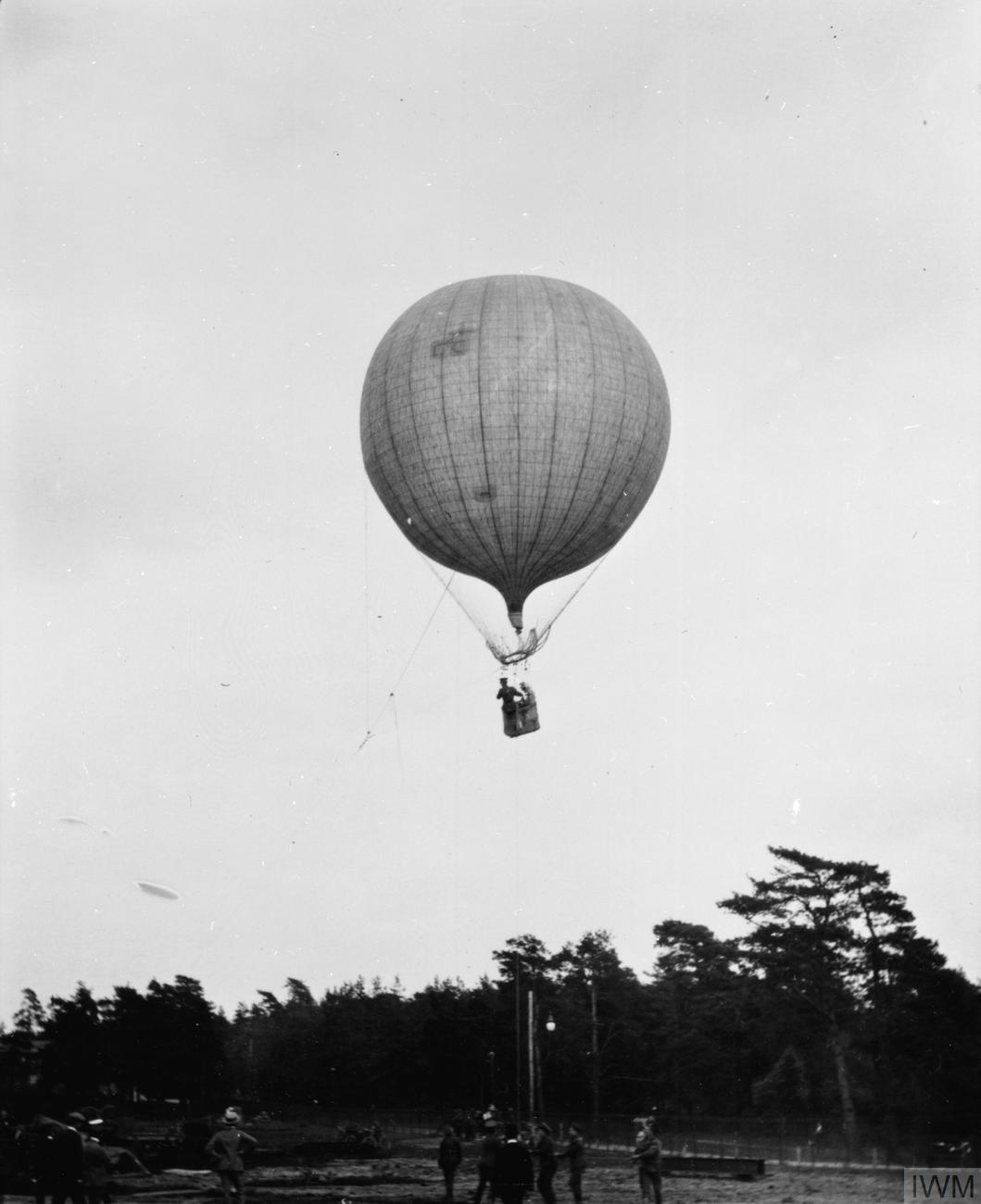
Balão de observação britânico de 1908, típico dos balões de observação anteriores à Primeira Guerra Mundial.

Um balão de observação é um tipo de balão empregado como plataforma aérea para coleta de informações e observação de artilharia. O uso de balões de observação começou durante as Guerras Revolucionárias Francesas, atingindo seu apogeu durante a Primeira Guerra Mundial, e eles continuam em uso limitado hoje. Os sinônimos incluem balão de espionagem, balão de reconhecimento ou balão de vigilância.

## Histórico

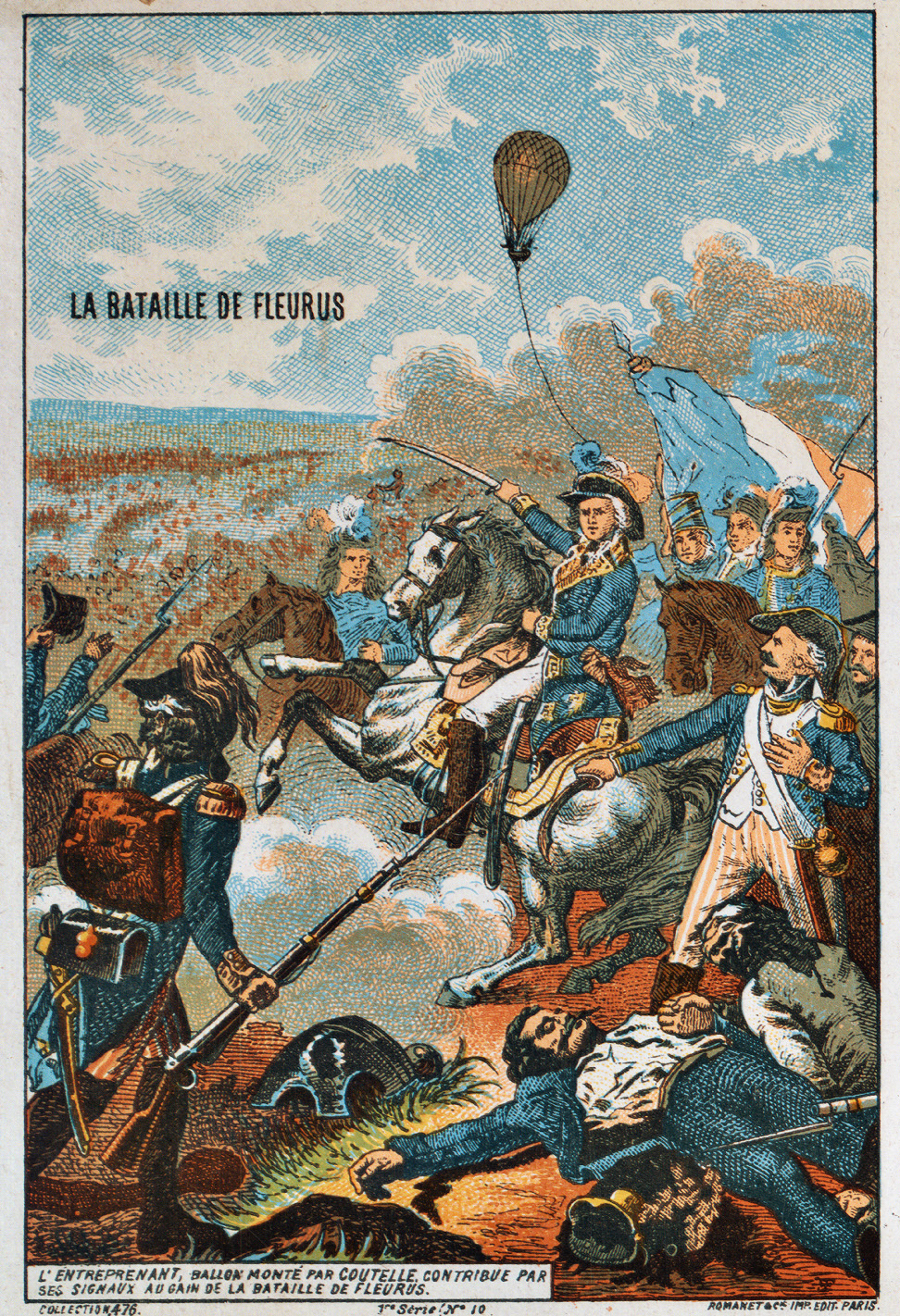
A batalha de Fleurus, em 26 de junho de 1794, viu o primeiro uso militar de uma aeronave (o "L'Entreprenant").

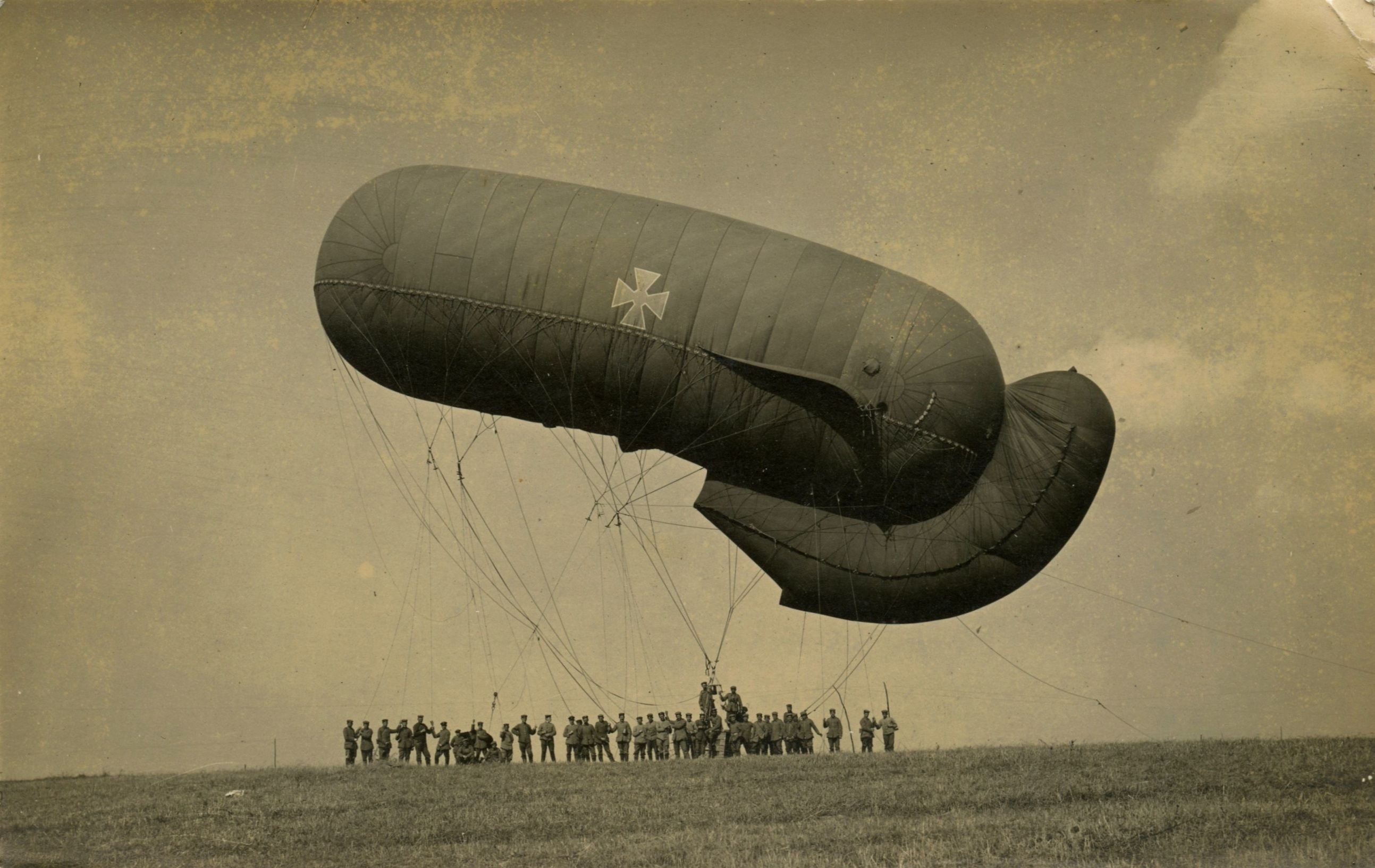
Balão do tipo "Parseval-Siegsfeld" alemão em Équancourt (setembro de 1916). A "cauda" traseira se enche de ar automaticamente através de uma abertura voltada para o vento.

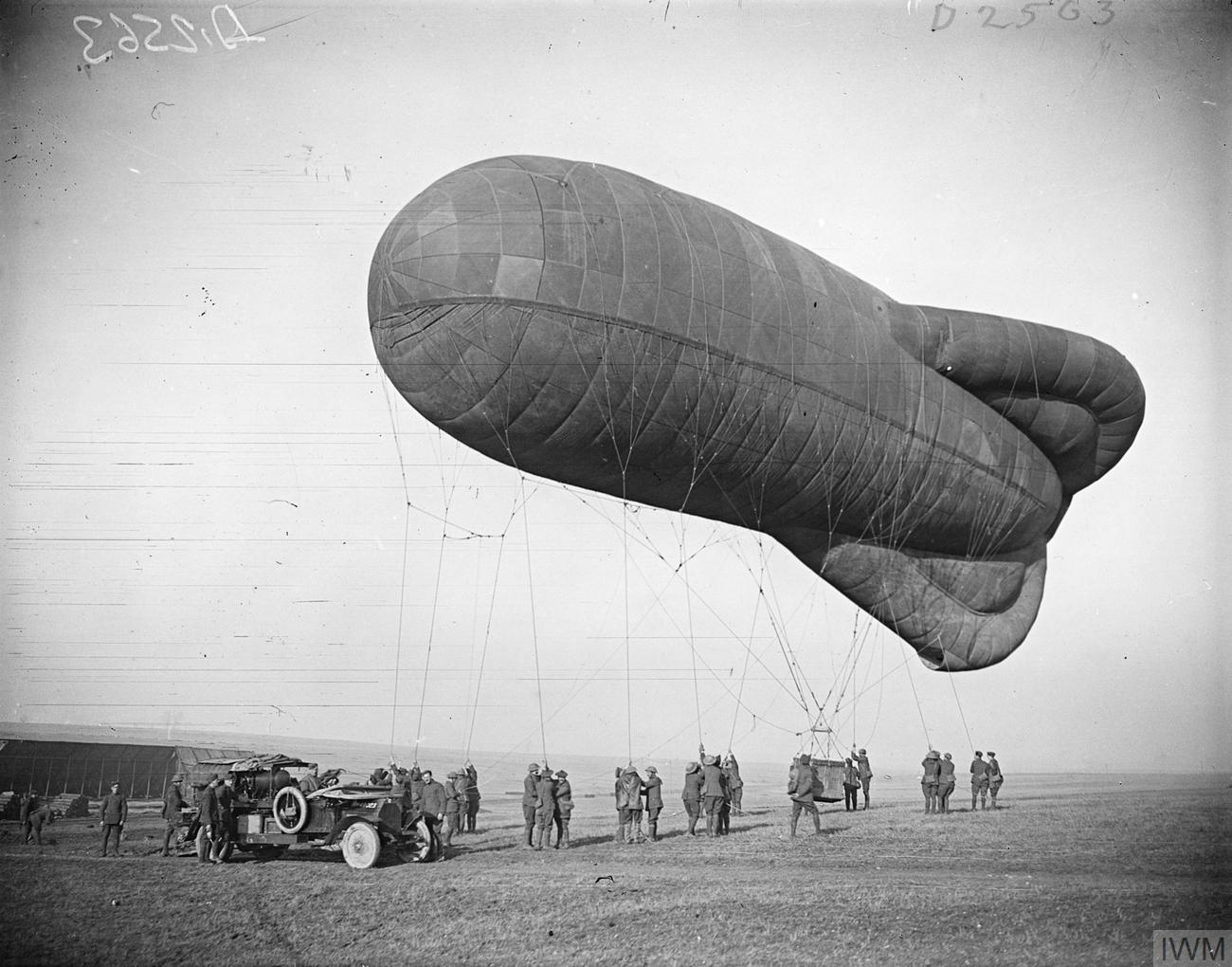
Um "balão pipa" tipo "Caquot", usado pelos Aliados na segunda metade
da Primeira Guerra Mundial.

O primeiro uso militar de balões de observação foi pela "Compagnie d'aérostiers" francesa durante as Guerras Revolucionárias Francesas, a primeira vez durante a  Batalha de Fleurus (1794). O mais antigo balão de observação preservado, o "L'Intrépide", está em exibição em um museu de Viena. Eles também foram usados por ambos os lados durante a Guerra Civil Americana (1861-65) e continuaram em uso durante a Guerra Franco-Prussiana (1870-1871). Os balões foram implantados pela primeira vez pelos "Royal Engineers" do Exército Britânico durante a expedição a Bechuanaland em 1884 e Suakin em 1885. Eles também foram implantados durante a Segunda Guerra dos Bôeres (1899–1902), onde foram usados para observação de artilharia na Batalha de Magersfontein e durante o Cerco de Ladysmith.
A Primeira Guerra Mundial foi o ponto alto para o uso militar de balões de observação, eles foram amplamente utilizados por ambos os lados. A artilharia havia se desenvolvido a ponto de ser capaz de atingir alvos além do alcance visual de um observador terrestre. Posicionar observadores de artilharia em balões, geralmente algumas milhas atrás das linhas de frente e em altitude, permitiu-lhes ver os alvos a um alcance maior do que no solo. Isso permitiu que a artilharia aproveitasse seu maior alcance.
Os britânicos, apesar de sua experiência na África do final de 1800, estavam por trás dos desenvolvimentos e ainda usavam balões esféricos. Eles foram rapidamente substituídos por tipos mais avançados, conhecidos como "balões pipa", que tinham formato aerodinâmico para serem estáveis e podiam operar em condições climáticas mais extremas. Os alemães desenvolveram primeiro o balão do tipo "Parseval-Siegsfeld", e os franceses logo responderam com o tipo "Caquot".
Por sua importância como plataforma de observação, os balões eram defendidos por canhões antiaéreos, grupos de metralhadoras para defesa em baixas altitudes e caças de patrulhamento. Atacar um balão era uma aventura arriscada, mas alguns pilotos adoraram o desafio. Os mais bem-sucedidos eram conhecidos como "caça balões" ("balloon buster"), incluindo ases como Willy Coppens da Bélgica, Friedrich Ritter von Röth da Alemanha, Frank Luke da América e os franceses Léon Bourjade, Michel Coiffard e Maurice Boyau. Muitos "caçadores de balões" experientes tomaram o cuidado de não descer abaixo de 1 000 pés (300 m) para evitar a exposição a armas antiaéreas e metralhadoras.
As tripulações de observação da Primeira Guerra Mundial foram as primeiras a usar pára-quedas, muito antes de serem adotados por tripulações de asa fixa. Tratava-se de um tipo primitivo, onde a parte principal ficava em uma bolsa suspensa no balão, com o piloto vestindo apenas um cinturão simples ao redor da cintura, com cordas do cinto preso ao pára-quedas principal da bolsa. Quando o balonista saltava, a parte principal do pára-quedas era puxada da bolsa, com as linhas da mortalha primeiro, seguidas pelo dossel principal. Este tipo de pára-quedas foi adotado pela primeira vez pelos alemães e depois pelos britânicos e franceses para suas tripulações de balões de observação.
Os "balões pipa" começaram a ser usados no mar para fins anti-submarinos no final da Primeira Guerra Mundial O Exército Vermelho da União Soviética usou balões de observação para localizar a artilharia. Existiam 8 "Seções Aeronáuticas" e foram realizados 19 985 voos de observação por balonistas do Exército Vermelho durante a Segunda Guerra Mundial, totalizando 20 126 horas de voo. 110 balões de observação soviéticos foram perdidos. Os balões de observação também desempenharam um papel durante a Guerra Fria; por exemplo, o "Projeto Mogul" usou balões de observação de grande altitude para monitorar os testes nucleares soviéticos. No entanto, aeronaves mais pesadas que o ar agora realizavam a grande maioria das operações. Aeróstatos foram usados pelos EUA e pelas forças militares da coalizão no Iraque e no Afeganistão.
A expressão "O balão está subindo!" como uma expressão para batalha iminente é derivada do próprio fato de que a ascensão de um balão de observação sinalizava um bombardeio preparatório para uma ofensiva.
O advento dos satélites espiões, juntamente com o fim da Guerra Fria, tornaram os balões de observação, em sua maioria, obsoletos.

## Programas de destaque
- Project Moby Dick[11]
- Project Genetrix[12]